# Gonbad-e Qabus (Verwaltungsbezirk)
Gonbad-e Qabus, oder Gonbad-e Kavus (persisch شهرستان گنبد کاووس, DMG Gonbad-e Kāwus), ist ein Schahrestan in der Provinz Golestan im Iran. Er enthält die Stadt Gonbad-e Qabus, welche die Hauptstadt des Verwaltungsbezirks ist.

## Kreise
- Zentral (بخش مرکزی)
- Daschli Borun (بخش داشلی‌ برون)

## Demografie
Bei der Volkszählung 2016 betrug die Einwohnerzahl des Schahrestan 348.744. Die Alphabetisierung lag bei 87 Prozent der Bevölkerung. Knapp 44 Prozent der Bevölkerung lebten in urbanen Regionen.
| Zensusjahr | Einwohnerzahl |
| ---------- | ------------- |
| 2011       | 325.789       |
| 2016       | 348.744       |